# Glas Hrvata
Glas Hrvata je internetski časopis iz hrvatskog iseljeništva. 

## Osnovni podatci
Sjedište mu se nalazi u Argentini.
Izlazi od ožujka 2005. godine. Ne izlazi redovito, pa zato spada u povremenike.
Izdavač i glavni urednik ovog časopisa je Mile Jelić.
Izlazi na hrvatskom jeziku.

## Poznati suradnici
Autori čiji su članci objavljeni u Glasu Hrvata.
Luka Vuco, Mile Bogović, James S. Sadkovich, Mladen Rojnica, Ivan Miklenić, Josip Jović, Zdravko Tomac, Slobodan Lang, Ivo Derado, Gojko Borić, Nikola Mate Roščić, Ivo Korsky, Anđelko Milardović, Branko Salaj